# Arenaria longiseta
Arenaria longiseta är en nejlikväxtart som beskrevs av Cheng Yih Wu. Arenaria longiseta ingår i släktet narvar, och familjen nejlikväxter. Inga underarter finns listade i Catalogue of Life.